# José de Arriaga
José de Arriaga Brum da Silveira (Horta, 8 de Março de 1844 — Lisboa, 25 de Fevereiro de 1921), conhecido por José de Arriaga, foi um historiador e escritor. Funcionário da Biblioteca Nacional de Lisboa, notabilizou-se pelos seus estudos de historiografia. Também se dedicou à poesia e à filosofia, revelando-se um polígrafo de mérito.

## Biografia
José de Arriaga nasceu na casa do Arco, no centro da cidade da Horta, ilha do Faial, filho de Sebastião José de Arriaga Brum da Silveira e de sua esposa Maria Cristina Pardal Ramos Caldeira. Foi irmão de Manuel de Arriaga, o primeiro Presidente da República Portuguesa. Pertencente à melhor sociedade faialense, o pai era um dos mais ricos comerciantes da cidade, último administrador do morgadio familiar e grande proprietário. A família, com pretensões aristocráticas, traçava as suas origens até ao flamengo Joss van Aard, um dos povoadores iniciais da ilha. Foi neto do general Sebastião José de Arriaga Brum da Silveira, que se distinguiu na Guerra Peninsular, e sobrinho-neto do desembargador Manuel José de Arriaga Brum da Silveira, que em 1821 e 1822 foi deputado pelos Açores às Cortes Gerais e Extraordinárias da Nação Portuguesa.
Depois de concluídos os estudos preparatórios na cidade da Horta, em 1860 foi para Coimbra na companhia do seu irmão Manuel de Arriaga, quatro anos mais velho, que se matriculara em Direito na Universidade de Coimbra. Depois de concluir os seus estudos preparatórios naquela cidade, em 1863 matriculou-se também no curso de Direito.
Tendo aderido, como o irmão, ao ideário do republicanismo democrático, o pai, um monárquico conservador com laivos de miguelismo, recusou-se a pagar-lhe os estudos, tendo então que recorrer à ajuda do irmão, que dava aulas particulares de inglês, e à escrita de artigos para diversos periódicos. Em 1869 tornou-se bacharel em Direito.
Ainda enquanto estudante, colaborou em jornais e realizou estudos históricos, que continuou ao iniciar a carreira burocrática como conservador do Registo Predial em várias comarcas, entre as quais Armamar, Benavente e Reguengos de Monsaraz, onde não tomou posse. Conseguiu um lugar na Biblioteca Nacional de Lisboa, o que lhe deu ensejo de se dedicar aos estudos históricos e filosóficos. A sua principal obra é a História da Revolução Portuguesa de 1820 (4 vols., Porto, 1886-1889).
Viveu sempre solitário, sofrendo de depressão. Partiu inopinadamente para o Brasil, aparentemente por julgar que os parentes e amigos o perseguiam, tendo ali passado grandes necessidade e regressado doente a Lisboa. Terminou os seus dias no recolhimento da Irmãs da Mercê, em Lisboa.

## Obras publicadas
- A politica conservadora e as modernas alianças dos partidos políticos portugueses, Lisboa, 1880
- A Inglaterra, Portugal e as suas colónias. Lisboa, 1882
- Portugal e as suas colónias, pelo centenário do marquês de Pombal. Lisboa, 1882;
- As raças históricas na Lusitânia;
- A questão ibérica e o duque de Saldanha;
- A questão religiosa. Livraria de Alfredo Barbosa de Pinho Lousada. Porto, 1905;
- A influência do cristianismo nas ideias modernas, 1870;
- A política conservadora e as modernas alianças dos partidos políticos;
- As civilizações do Oriente e do Ocidente. A.J. de Souza & Irmão, 1906;
- História da Revolução de 1820. Porto, Editores Lopes & C.ª Tip. Occidental, 1886-1889, considerada sua maior obra;[2]
- Os últimos 60 anos da monarquia. 1911.